# Mondeville (Essonne)
Mondeville é uma comuna francesa na região administrativa da Ilha-de-França, no departamento de Essonne. Estende-se por uma área de 6,7 km². Em 2010 a comuna tinha 743 habitantes (densidade: 110,9 hab./km²).